# 北村正利
北村 正利（きたむら まさとし、1926年1月10日 - 2012年7月13日）は、日本の天文学者（天体物理学）。理学博士。東京大学名誉教授。

## 来歴・人物
現在の高知県南国市久礼田に生まれる。旧制高知県立高知城東中学校（現・高知県立高知追手前高等学校）を経て、1950年、東京大学理学部天文学科卒業。東京大学附属東京天文台助手、講師、助教授を経て1971年教授に就任。1986年定年退官し東京大学名誉教授となった。
北村は古畑正秋とズデネク・コパルの弟子であり、門下生には山崎篤磨、中村泰久、岡崎彰、西城恵一らがいる。

## 業績
戦後、日本では早期に光電測光を古畑正秋と共に開始。ツアイス製65cm屈折望遠鏡に光電測光装置を取付けて天体の測光を行った。初期の観測に、小惑星の族と小惑星の色指数の関係を調べたものがあり、小惑星の物理観測の先駆けとして世界的に評価されている。研究の主力は近接連星系に傾注した。この分野での主な功績は、Kitamura's Methodとして知られる不完全フーリエ法による連星の物理パラメータの決定がある。

## 著書

### 単著
- 『天文台と観測器械・天体測光器』（恒星社厚生閣　新天文学講座11　新版　1964年）
- 『恒星の世界・変光星』（恒星社厚生閣　新天文学講座6　新版　1965年）
- 『近接食連星系の光度曲線解析』（英文　東京大学出版会　1967年）
- 『星の物理』（東京大学出版会　UP選書　1974年）
- 『恒星の世界・連星』（恒星社厚生閣　現代天文学講座6　1980年）
- 『宇宙と星の基礎知識・星のエネルギーはなんですか』（講談社　1989年）
- 『連星－測光連星論－』（ごとう書房　宇宙物理学講座　第2巻　1992年）

### 共著
- 『立体で見る　星の本』（福音館書店　かがくの本　1986年）

### 訳書
- 『天文学小事典』（J.ミットン著　地人書館　1994年）

### 監修書
- 『教師のための天文学』（恒星社厚生閣　1987年）